# Voetbalkampioenschap van Keulen-Bonn 1903/04
In 1903/04 werd het tweede voetbalkampioenschap van Keulen-Bonn gespeeld, dat georganiseerd werd door de West-Duitse voetbalbond. 
Bonner FV 01 werd kampioen en plaatste zich voor de West-Duitse eindronde. In een groepsfase met Duisburger SpV en Düsseldorfer FC 99 werd de club tweede achter Duisburg. 

## 1. Klasse
| Plaats | Club                  | Wed.           | W              | G              | V              | Saldo          | Ptn.           |
| ------ | --------------------- | -------------- | -------------- | -------------- | -------------- | -------------- | -------------- |
| 1.     | Bonner FV 01          | 6              | 6              | 0              | 0              | 28:11          | 12:0           |
| 2.     | Cölner FC 1899        | 6              | 3              | 1              | 2              | 22:11          | 7:5            |
| 3.     | Cölner BC 01          | 6              | 2              | 0              | 4              | 16:21          | 4:8            |
| 4.     | FC Borussia 1899 Cöln | 6              | 0              | 1              | 5              | 5:28           | 1:11           |
| 5.     | TG 1898 Düren         | Teruggetrokken | Teruggetrokken | Teruggetrokken | Teruggetrokken | Teruggetrokken | Teruggetrokken |

|  | Kampioen |

## 2. Klasse
| Plaats | Club              | Wed. | W | G | V | Saldo | Ptn.  |
| ------ | ----------------- | ---- | - | - | - | ----- | ----- |
| 1.     | Cölner FC 1899 II | 2    | 2 | 0 | 0 | 04:03 | 04:00 |
| 2.     | Bonner FV 01 II   | 1    | 0 | 0 | 1 | 00:00 | 00:02 |
| 3.     | Cölner BC 1901 II | 1    | 0 | 0 | 1 | 03:04 | 00:02 |

|  | Kampioen |